# 将夜2
《将夜2》，是一部2020年中国大陆古装玄幻剧，本剧改编自网络作家猫腻同名网络小说，故事延续了上一季的故事展开。由王鹤棣、宋伊人、袁冰妍、杨超越领衔主演，于2018年12月開機，2019年4月殺青。
本劇主演“宁缺”改由王鹤棣出演，並於2020年1月13日在腾讯视频首播。

## 播出时间
| 频道                  | 所在地   | 播出日期      | 备注                                                                       |
| --------------------- | -------- | ------------- | -------------------------------------------------------------------------- |
| 腾讯视频              | 中国     | 2020年1月13日 | 每周一二三更新2集，VIP抢先看6集 2月3日起VIP享超前点播特权（每周一更新6集） |
| Astro双星 Astro双星HD | 马来西亚 | 2020年1月17日 | 每晚 18:00 - 19:00                                                         |

## 演员列表

### 主要演员
| 演員   | 角色   | 介紹 |
| 王鹤棣 | 宁缺   | 書院十三先生，邊軍小卒寧缺為了給冤死的家人昭雪來到都城，從「梳碧湖的砍柴人」，到書院的十三先生，最後成為唐國的守護者，擔負起拯救世間的重責，寧缺的成長之路曲折跌宕，險象環生中亦有熱血豪情。                                         |
| 宋伊人 | 桑桑   | 西陵昊天光明之女/冥王之女，桑桑曾是寧缺的侍女，雖然說名義上是侍女，實際上更像是親人，和寧缺互為本命，是寧缺最重要的人，而桑桑的身份並不簡單。是「冥王之女」。於爛柯山一行中，連破三局天意棋局，被祈山大師確立其身分。                |
| 袁冰妍 | 莫山山 | 莫池苑山主，「天下三痴」之「書痴」，玲瓏剔透、細膩豁達，莫山山純凈通透的心境不僅體現在相貌修為，也映射在面對愛情坦白清澈的態度上。師出墨池苑的莫山山天賦非凡，是世間年紀最輕的神符師。自幼對名帖書法的喜愛，與喜愛寧缺卻不能在一起。 |
| 杨超越 | 昊天   | 世間唯一的天地之神，受世人膜拜，既是「光明之神」又是「冥王」。 |

### 其他演员
| 演員     | 角色     | 介紹 |
| 鄭少秋   | 夫子     | 唐國書院院長，書院的開創者與舉世最強者，看百態而嘗百味，會因吃到堪稱珍饈的牡丹魚而喜悅，也會因喝到摻水的假酒與酒家憤而辯駁。他知天命，卻不屈於天命，昊天是他漫漫人生中唯一的「對手」。同時他也是一位優秀的老師，育人無數的他也給過寧缺「君子不器」的箴言，並使寧缺受用終身。 |
| 孫祖君   | 隆庆     | 燕國王子，是年輕一代中有天賦的修行者，被奉為「光明之子」，後被寧缺用元十三箭所廢。從此墮入黑暗，重新強大。 |
| 王劲松   | 歧山大师 | 爛柯寺長老，桑桑的師父持有天擎法器-棋盤，。醫術高超，卻也因為治病救人而修為全失，認為桑桑是冥王之女後，覺得應讓其躲入天擎棋盤中，多次反對七念的行動，幫助主角二人。於爛柯一戰中亡故。 |
| 成泰燊   | 陳某     | 知守觀觀主，陳某就是陳某，陳是姓，某是名，一個普通的再也不能再普通的名字，觀主自取之名，這就是世間僅次於夫子、柳白和柯浩然的強者知守觀觀主之名（清靜境後實力應與柯浩然、柳白相差無幾），與夫子是同一年代的人，已活千年，資質驚人，佛道魔三家兼修，身具道門之寂滅、佛宗之無量、魔宗之天魔境三家無上境界。可憐與夫子、柳白、柯浩然同一時代，於世間幾乎沒有名氣。常年居於知守觀中，柯浩然戰天而死後，夫子怒而上桃山斬遍桃花，觀主攜懸空寺講經首座以及知守觀一眾強者共同阻攔夫子，卻不料被完敗，並被其一棍逼得觀主逃入南海再也不敢踏足陸地。 夫子登天后，第一次滅唐之戰中，重回陸地，與大師兄（李慢慢）千里相戰，被阻七日，後成功進入長安城，先後被莫山山、李慢慢、余簾及陳皮皮所阻，在戰鬥中突破道門清靜境，但最終被寧缺以長安內人間之力所化神符人字符所擊敗。 |
| 陳震     | 李慢慢   | 書院大先生，書院大师兄，作為夫子的首徒，大師兄的形象脫胎於孔子七十二門徒中的首徒顏回，他溫和儒雅、飄逸灑脫，更是人如其名，行事雲淡風輕但深思熟慮，看似“慢慢”，實則是擁有天下間最快速度的修行強者。 |
| 郭品超   | 君陌     | 書院二先生，書院二師兄，夫子化身為月後，舉世伐唐。唐國與書院四面受敵，二師兄君陌身負重任，率領書院眾弟子，守衛最為重要的關口青峽。先後分別大戰葉蘇和劍聖柳白，付出了慘重的代價，但是拼兄弟七人之力，守住了青峽。經過青峽大戰此役，二師兄失去了自己的右臂，付出了血的代價。 |
| 康可人   | 余簾     | 書院三先生/魔宗宗主，原名林霧，實力為天魔境，深不可測。魔宗山門被屠滅後遇到夫子，後被夫子收服，成了書院三師姐。 |
| 姜山     | 范悅     | 書院四先生，一生精於推測算法，手中的沙盤乃上古神器-河山盤的複刻版。同時精於符道，但不會打架。於青峽一戰中用河山盤替君陌擋住知守觀觀主的虛空一劍。 |
| 陳品延   | 宋謙     | 書院五先生，棋聖，以棋入道，常常因為下棋入迷而忘記飲食餓癱，需要小師弟們（先是十二先生陳皮皮，後是主角十三先生寧缺）送飯解救。看出桑桑的天算之姿，傳桑桑畢生棋藝，使其順利通過爛柯三局。 |
| 鄢子綸   | 鐵匠     | 書院六先生，以打鐵入道，鑄造功夫天下第一（除大師兄），能夠滿足寧缺的各種奇思妙想，本身實力洞玄境，對兵器有敏感性，在青峽一戰中以鐵鎚迎戰神殿飛劍而不落下風。 |
| 林琳奇   | 木柚     | 書院七先生，以陣入道，陣法大家，喜歡二師兄。因為修道遇到瓶頸，受夫子指點常在湖畔亭子中繡花。主持書院後山陣法，青峽一戰中以陣法擋住神殿聯軍。 |
| 李熹子   | 劉奔     | 書院八先生，以棋入道，與宋鐮是棋藝對手，常常因為下棋入迷而忘記飲食餓癱，需要小師弟們（先是十二先生陳皮皮，後是主角十三先生寧缺）送飯解救。 |
| 王子豪   | 北宮未央 | 書院九先生，以琴入道，與十先生西門不惑相似，對音樂痴迷，能夠與西門不惑共同彈奏“大音無希”，在青峽戰中以音律阻擋成千上萬神殿聯軍。 |
| 王子杰   | 西門不惑 | 書院十先生，以簫入道，與九先生北宮未央相似，對音樂痴迷，能夠與北宮未央共同彈奏“大音無希”，在青峽戰中以音律阻擋成千上萬神殿聯軍。 |
| 夷永定   | 王持     | 書院十一先生，以花草入道，對花草痴迷，能夠分辨花草靈魂，對世間花草用處極其了解，是藥學大家，為書院各師兄療傷配藥的後勤人員。 |
| 胡宇軒   | 陳皮皮   | 書院十二先生，與唐小棠相愛。道門不出世的天才，世間最年輕的知命境，知守觀觀主之子，也是葉甦的師弟。心地善良不想與葉蘇爭觀主之位，後因葉紅魚的斥訴而離家出走，來到書院拜在夫子門下。以六科甲上的成績考入書院。雖是知命境，集道門“天下溪神指”和書院“君子不器意”兩大絕學於一身，卻不擅打架。 第一次滅唐之戰時，破了知守觀的法陣而讓大師兄輕鬆來去，在長安攔截自己的父親，重傷戰敗，觀主戰敗之後帶著被廢的觀主回到知守觀，在路上遇見成了昊天的桑桑，雪山氣海被封帶回西陵神殿做光明祭的祭品。被唐小棠救出後，一同到臨康和葉蘇一起傳教。 |
| 余皑磊   | 熊楚墨   | 西陵神殿掌教，平時偽裝成光輝偉岸的身影，實際上是個不能人事的猥瑣老頭。葉紅魚童年的夢魘。第一次滅唐戰爭中偷襲書院後山，突破五先生和九先生的棋局，被三先生用二十三年蟬打敗重傷。 |
| 保剑锋   | 李仲易   | 唐國皇帝，表面上做事隨性，但其實每個人的性情他都瞭如指掌 |
| 練練     | 夏天     | 唐國皇后，前任魔宗聖女 |
| 倪言     | 李漁     | 唐國公主，唐國長公主，曾遠嫁金帳王庭。歸國途中遇險為寧缺所救。胸怀大志，可惜身為女兒。唐帝遠征荒原時，命其監國，結果唐帝駕崩，李漁卻與國師李青山擅改遺詔，讓弟弟李琿圓登基，但李琿圓無能讓長安一片混亂，待到東窗事發，寧缺斬李渾圓於長安宮中，並將李漁軟禁。 |
| 李聖佳   | 李琿圓   | 唐國三王子， |
| 劉若谷   | 李琥珀   | 唐國六王子， |
| 秦亦銘   | 何明池   | 昊天道南門弟子，燕國的遺孤，受命潛伏在唐國，給朝小樹等人惹下了不小的麻煩。。 十幾年前，燕國遭遇強敵，國民失去了賴以生存的土地。何明池隱姓埋名，偷偷留在唐國。經過十幾年的經營，他深受李清山信任，已經有了基本的自保能力。 何明池的舊識崇明留在復國會，將復國會的行動弄得越來越高調。何明池好意提醒崇明，兩人因觀念不同發生爭執，崇明質疑何明池早就忘記了自己的使命。事實上，何明池從來沒有忘記燕國滅亡的恥辱。他把李清山掌握的秘密信息偷偷通報給羅克敵，叮囑羅克敵借用柳白殺掉朝小樹，除去唐王李仲易身邊最重要的人。 |
| 孫蛟龍   | 墨玉     | 裁決大神官， |
| 蔡華     | 紫墨     | 裁決司， |
| 何中華   | 柳白     | 人稱劍聖，夫子登天后人間第一強者，名字出現在日字卷最前面，上任劍閣之主，一直以劍閣崖洞壓制自己心境氣勢不突破五境。雖不過五境，卻遠勝五境之上眾人。此生從不敬人，更不畏人， 唯一生俯首拜夫子 |
| 艾麗婭   | 曲妮瑪蒂 | 月輪國國師，陸晨迦的姑姑。 |
| 安志杰   | 朝小树   | 魚龍幫前幫主，家住春風亭。是唐王李仲易很多年前布下的暗棋，唐王摯友，與寧缺在雨夜大殺四方整肅長安城幫派，觀湖魚步入知命。 |
| 宗峰岩   | 李沛言   | 大唐親王，不被唐王重視 |
| 姚安濂   | 李青山   | 唐國国师， |
| 杜奕衡   | 唐       | 唐小棠的哥哥，魔宗天下行走，魔宗的得力助手，常年混跡在荒原，驍勇善戰，性格堅毅，敢作敢當 |
| 廖语辰   | 唐小棠   | 荒人，實力強悍，曾隻身力敵雪原巨狼狼群，戲弄隆慶皇子，後來救陳皮皮於西陵神殿時破知命境，但道痴葉紅魚卻說知命境界的天才陳皮皮都不是她的對手。書院三師姐餘簾的徒弟，為書院第三代弟子，立志成為成為天下最強的女人。她的愛寵是一頭小雪狼，陳皮皮愛人。得知陳皮皮要被做祭品後，單身闖桃山營救，連場血戰中突破到知命。最終與陳皮皮共同傳播新教於世間。 |
| 王東     | 葉青     | 知守觀天下行走，看破生死關，知命巔峰，背負一把沒有劍柄的木劍。知守觀觀主的徒弟，道痴葉紅魚的哥哥；青峽一戰後敗於君陌手中，雪山氣海盡毀。 |
| 劉珂君   | 葉紅魚   | 知守觀弟子/新任裁決大神官，「天下三痴」之「道痴」，聞名天下的奇女子。紅顏傲骨，愛恨灑脫。雖有天下無雙的容顏，但堅韌決絕一心修煉，無須依附他人的獨立女性代表。初踏亂世對人性詭譎知之甚少不久便遭遇挫折，她的性格也因此更為冷漠。葉紅魚與寧缺結下了共同修行的「革命友誼」，然而立場的不同則令他們二人的關係逐漸演變為亦敵亦友的「生死之交」 |
| 王慧歆   | 陸晨迦   | 「天下三痴」之「花痴」，心性純潔，癡情如一。月輪國公主，隆慶的戀人。為人冷漠高傲，愛花如命。大河國親近唐國，而月輪親近燕國，且自身實力較弱，故而在草原馬匪襲擊唐軍和大河國眾人時並未相助，在之後屬於大河國的好友莫山主與之決裂。舉世伐唐時，與莫山山、葉紅魚重歸於好。 |
| 李子雄   | 燕皇     | 燕國國王 |
| 阿旺仁青 | 程立雪   | 天諭院副院長，天諭院神座，西陵三大神官之一 |
| 李金川   | 七念     | 天擎天下行走，因為嚼舌入腹，修閉口禪，十四年不說一句話。知命上品。在夏侯與寧缺一戰的那天試圖去殺掉寧缺，被魔宗宗主所擋。在爛柯企圖殺掉寧缺和桑桑，被大師兄與二師兄重創。 |

## 电视原声帶
| 曲序 | 曲目               |                | 作曲   | 演唱         | 时长 |
| ---- | ------------------ | -------------- | ------ | ------------ | ---- |
| 1.   | 风之旅人（主题曲） | 代岳东、闫立严 | 代岳东 | 阿云嘎       | 4:05 |
| 2.   | 不怨（片尾曲）     | 代岳东         | 岑思源 | 刘维、陈意涵 | 4:24 |
| 3.   | 借我一生（插曲）   | 代岳东、闫立严 | 代岳东 | 张芸京       | 4:16 |
| 4.   | 梦里千回（插曲）   | 代岳东         | 岑思源 | 徐怀钰       | 4:02 |
| 5.   | 像风（插曲）       | 代岳东         | 岑思源 | 郭静         | 3:40 |
| 6.   | 极夜（插曲）       | 代岳东         | 岑思源 | 周锐         | 3:20 |
| 7.   | 本命（插曲）       | 石岩           | 石岩   | 周锐         | 3:46 |
| 8.   | 涅槃（插曲）       | 石岩           | 石岩   | 李宸希       | 3:28 |

## 其他
本劇於網絡上播出後已改名為《将夜之光明之战》 ，並於2020年6月11日獲批電視劇播出发行许可证号，電視劇版本為43集。